# الدوري الأمريكي لكرة القدم 2023
الدوري الأمريكي لكرة القدم 2023 (بالإنجليزية: Major League Soccer 2023)‏ هو الموسم الثامن والعشرون من الدوري الأمريكي لكرة القدم، وهو الدوري الاحترافي الأهم في الولايات المتحدة وكندا، والموسم الخامس والأربعون بشكل عام من الدوري الوطني من الدرجة الأولى في الولايات المتحدة. تم توسيع الدوري ليشمل 29 ناديًا بعد إضافة نادي سانت لويس سيتي إلى المؤتمر الغربي، مع عودة ناشفيل إس سي إلى المؤتمر الشرقي.
بدأ الموسم العادي في 25 فبراير وانتهى في 21 أكتوبر؛ وتبعه التصفيات التي بدأت في 25 أكتوبر. تم إصدار الجدول الزمني المنتظم في 20 ديسمبر 2022. تم إيقاف الموسم العادي من 20 يوليو إلى 19 أغسطس لكأس الدوري الذي يستمر شهرًا، وخلال هذا الوقت لعبت فرق الدوري الأمريكي لكرة القدم ضد منافسين من الدوري المكسيكي الممتاز.